# Tanjung Dayang Selatan
Tanjung Dayang Selatan is een bestuurslaag in het regentschap Ogan Ilir van de provincie Zuid-Sumatra, Indonesië. Tanjung Dayang Selatan telt 1933 inwoners (volkstelling 2010).